# Thrypticus dissectus
Thrypticus dissectus är en tvåvingeart som beskrevs av Robinson 1964. Thrypticus dissectus ingår i släktet Thrypticus och familjen styltflugor.
Artens utbredningsområde är North Carolina. Inga underarter finns listade i Catalogue of Life.